# Cibranlı Halit Bey

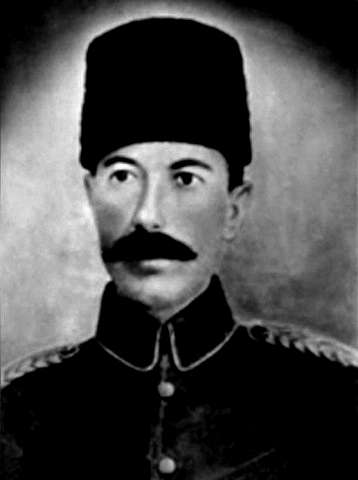
Cibranlı Halit Bey

Miralay Cibranlı Halit Bey, kurdisch: Xalit Begê Cibirî oder Xalîd Beg Cîbran (* 1882 in Varto, Muş; † 14. April 1925 in Bitlis) war Kurde und Soldat in der osmanischen und türkischen Armee sowie Vorsitzender der Organisation Azadi.
Geboren wurde er 1882 in Varto (kurdisch Gimgim). Sein Vater Mahmut Bey war der Führer des Stammes der Cibran. Der Cibranstamm war sunnitisch und einer der größten und wichtigsten Stämme aus Varto. Er hatte schon immer eng mit der Osmanischen Regierung zusammengearbeitet. Ihnen wurde es gestattet Regimenter für die Hamidiye aufzustellen. Dies machte sie noch einflussreicher. So konnte Halit Bey als einer der wenigen Auserwählten die Stammesschule (Aşiret Mektebi) in Istanbul besuchen. Danach war er der einzige kurdische Absolvent der Heeresakademie (Harbiye Mektebi) im Stadtteil Yildiz. Als Offizier und Adjutant trat er der Osmanischen Armee bei. Als der Erste Weltkrieg ausbrach, beendete er seinen Einsatz in Palästina und kehrte nach Varto zurück. Dort befehligte er ein Regiment der Hamidiye, das aus drei leicht bewaffneten Kavallerieeinheiten mit Stammesmitgliedern der Cibran bestand, und kämpfte gegen die russische Armee. Wegen seiner Tapferkeit wurde er in den Rang eines Obersts (Miralay) erhoben. Im türkischen Unabhängigkeitskrieg stellte er sich auf die Seite Mustafa Kemals und bezog Stellung gegen die Regierung in İstanbul. Doch nach dem Koçgiri-Aufstand begann er immer mehr gegen die Kemalisten Stellung zu beziehen. Trotzdem blieb er einer der Führer des Befreiungskrieges.
Cıbranlı Halit Bey, dessen Schwester Fatma mit Scheich Said verheiratet war, begann nach der Gründung der Azadî mit Aufständen gegen die Regierung in Ankara. Am 20. Dezember 1924 wurde er in Erzurum gefangen genommen und am 14. April 1925 in Bitlis hingerichtet.

## Verwandtschaft
|              |              |              |              |              |              |  |  |             |             |             |             |             |             |  |  | Cıbranlı Mahmud Bey        |                            |                            |                            |                            |                            |  |  |             |             |             |             |             |             |  |  |                   |                   |                   |                   |                   |                   |
|              |              |              |              |              |              |  |  |             |             |             |             |             |             |  |  |                            |                            |                            |                            |                            |                            |  |  |             |             |             |             |             |             |  |  |                   |                   |                   |                   |                   |                   |
|              |              |              |              |              |              |  |  |             |             |             |             |             |             |  |  |                            |                            |                            |                            |                            |                            |  |  |             |             |             |             |             |             |  |  |                   |                   |                   |                   |                   |                   |
| Scheich Said | Scheich Said | Scheich Said | Scheich Said | Scheich Said | Scheich Said |  |  | Fatma Hanım | Fatma Hanım | Fatma Hanım | Fatma Hanım | Fatma Hanım | Fatma Hanım |  |  | Cıbranlı Miralay Halit Bey | Cıbranlı Miralay Halit Bey | Cıbranlı Miralay Halit Bey | Cıbranlı Miralay Halit Bey | Cıbranlı Miralay Halit Bey | Cıbranlı Miralay Halit Bey |  |  | Güllü Hanım | Güllü Hanım | Güllü Hanım | Güllü Hanım | Güllü Hanım | Güllü Hanım |  |  | Binbaşı Kasım Bey | Binbaşı Kasım Bey | Binbaşı Kasım Bey | Binbaşı Kasım Bey | Binbaşı Kasım Bey | Binbaşı Kasım Bey |
| Scheich Said | Scheich Said | Scheich Said | Scheich Said | Scheich Said | Scheich Said |  |  | Fatma Hanım | Fatma Hanım | Fatma Hanım | Fatma Hanım | Fatma Hanım | Fatma Hanım |  |  | Cıbranlı Miralay Halit Bey | Cıbranlı Miralay Halit Bey | Cıbranlı Miralay Halit Bey | Cıbranlı Miralay Halit Bey | Cıbranlı Miralay Halit Bey | Cıbranlı Miralay Halit Bey |  |  | Güllü Hanım | Güllü Hanım | Güllü Hanım | Güllü Hanım | Güllü Hanım | Güllü Hanım |  |  | Binbaşı Kasım Bey | Binbaşı Kasım Bey | Binbaşı Kasım Bey | Binbaşı Kasım Bey | Binbaşı Kasım Bey | Binbaşı Kasım Bey |